# 최승아
최승아(1987년 ~)는 대한민국의 배우다.

## 방송
- 달려라 고등어 (2007)
- 날아라 슛돌이 5기 (2009)
- 와이스타 순발력 MC

## 광고
- 원캐싱 (2009)

## 뮤직비디오
- 이루 - 촌스럽고 유치하게 (2011)
- 산이 - 어디서 잤어 (2013)